# 榮林桃伽
榮林 桃伽（えいばやし ももか、1996年6月3日 - ）は、日本の女優、タレントである。奈良県出身。ヤザ・パパを経て、現在フリー。

## 経歴
2019年までヤザ・パパに所属。現在はフリーで活動している。

## 出演

### ドラマ
- 家政夫のミタゾノ 最終話（2016年12月9日、テレビ朝日） - 三田園康江 役[1]

### 映画
- 青空エール（2016年8月20日、東宝） - 迫乃ノ香 役

### テレビ
- テストの花道（2013年4月 - 2016年3月、NHK Eテレ） - レギュラー出演

### 舞台
- eruptionbarriers〜えるぷしょんばりあーず〜（2016年2月） - 主演・音美花火 役
- ミュージカル「バックホーム」（2015年9月）
- 谷中コメディーショー（2015年7月）
- 永遠にムーン（2014年5月） - 桜井エリナ 役